# 大和民労会と大日本国粋会の抗争事件
大和民労会と大日本国粋会の抗争事件（やまとみんろうかいとだいにほんこくすいかいのこうそうじけん）は、大正時代の1922年12月30日から1923年1月末までに東京市で発生した、大和民労会と大日本国粋会との暴力団抗争事件。どちらも武部申策が仲裁、または解決した。

## 事件の経緯
1922年12月30日、博徒系右翼団体・大和民労会の高橋組の木村某が、大日本国粋会田甫一家の青沼辰三郎が開帳していた賭場で揉め事を起こしたことが発端となっている。青沼は東京市浅草区千束町で年忘れの賭博を開帳したのだが、そこに木村が乗り込んで青沼を罵倒、青沼らは木村を賭場の外に連れ出して暴行を加えた。
翌12月31日に青沼は、青沼の親分である田甫一家四代目・金井米吉の兄弟分にあたる豊田吉次郎を訪ねた。青沼が豊田宅にいることを知った木村は、豊田宅に殴り込んで豊田吉次郎の幹部・中島幸太郎を殺害。しかし青沼は既に豊田宅を後にしたところであり、木村の襲撃を知った青沼は単身、浅草区新谷町の高橋組・高橋金次郎組長の自宅に殴り込んで高橋組組員と斬り合いになった。
年が改まって1923年1月2日未明、高橋組の若衆約50人が浅草新谷町に集結。喧嘩仕度を整えて、日暮里町元金杉の金井宅に殴り込みをかけた。田甫一家が高橋組の殴り込みを受けたことを知った国粋会は、芝区新幸町の関東総本部で緊急会議を開催。国粋会を挙げて田甫一家に支援すると共に高橋組に直ちに報復することを決めた。1月3日午前2時過ぎに400人の国粋会員が関東総本部に集結し高橋組のある浅草に向かったが、既に国粋会の動きを察知した警視庁が非常招集をかけ、愛宕・築地・北紺屋の警官300人を新橋駅・土橋・虎ノ門周辺に配置していた。このため国粋会の一党は午前3時に警官隊と遭遇して解散を命じられ、国粋会側の報復は未遂に終わった。
一方、国粋会の行動を知った民労会も東京市の会員約1万5千人に檄を飛ばし、下谷区上根岸の大和民労会本部に会員を集結。国粋会襲撃の構えを見せたものの、300人の警官隊に取り囲まれて解散を命じられ、こちらも未遂に終わっている。
1月末に洲崎・武部申策の身内・佐久間政雄が、大日本国粋会幹事・小島長次郎(「茨城長」)を喧嘩の末に斬殺。茨城長が斬られたことを知った国粋会系の博徒約140人が日本刀や短刀を持って、洲崎の遊郭付近の広場に集結。佐久間は民労会に助けを求め、武装した民労会員160人が自動車20台に分乗し洲崎の遊郭付近の広場に移動。両者斬り合いとなった。
森川哲郎の『日本の黒幕』には以下の記述がある。佐久間政雄（後の中村政雄）と小島長次郎はともに武部申策の子分であった。中村は武部組随一の男とされて沼田寅松とともに武部がもっとも信頼していた。小島は武部の跡目と目された生井一家の博徒だった。自由党院外団の壮士崩れである武部の子分の中には博徒と壮士のグループがいた。武部組は子分の数、三千人と呼ばれ、また黒龍会に匹敵する力を持つとされており敵対する組織はなかったが博徒（小島長次郎）と壮士（中村政雄）の子分同士の紛争はたびたび起きていた。深川区洲崎弁天町（現在の江東区東陽町あたり）で中村が小島の頭や手を斬って四ヶ所の傷を負わせた際、小島の兄弟分だった浅草の赤羽隆次郎が「佐久間が小島を切り殺した」とデマを飛ばし国粋会が応援に駆けつけ、中村の応援する側に国粋会と対立する民労会が集まったが洲崎警察が人員を大量に動因して中村、赤羽を含めた60人あまりが逮捕された。怪我をしたのは小島だけであった。親分の武部申策は「世間を騒がせて許せない」と中村政雄を殴りつけて「刑務所から出たら（『顔役名鑑』（警視庁）によると懲役八ヶ月）小島を兄貴分として立てろ」と命じた。これは武部組の多田重人から森川哲郎が聞いた話として記述している。また顔役名鑑には2月に起きた事件として収録されているが小島が殺されたという記述はない。

## 註
1. ↑  後の指定暴力団住吉会住吉一家浅草高橋組
2. ↑  後の指定暴力団六代目山口組国粋会田甫一家
3. ↑  この時馳せ参じた者の一人に関根賢がいた。